# Hello!Cynthia
『Hello!Cynthia』（ハロー! シンシア）は、南沙織通算17枚目のオリジナルアルバム。1977年8月21日発売。発売元はCBSソニー。

## 解説
- 帯コピー：ナチュラルで爽やか ポップなシンシアの世界!!
- 23rdシングル「街角のラブソング」（1977.7.21）とそのB面曲「青春の電車」を含む、17枚目のオリジナルアルバム。
- この年の春にヘア・チェンジをした。本人曰く、「初めて "芸能人らしさ" を意識した」という[1]。
- 「街角のラブソング」で、第28回NHK紅白歌合戦に7回目の出演。歌手デビューをした1971年の第22回から、7回連続出演を果たした（翌78年は、選考前に引退している）。
- 2005年、ソニーレコードのWeb通信販売サイト「Sony Music Shop」内の「オーダーメイドファクトリー」で、購入予約注文数が規定枚数に達したため、初CD化が実現（帯なし、プラスチックケース仕様）。その後程なく、CD-BOXで再リリースされた。
- 35周年CD-BOX『Cynthia Premium』に収納された紙ジャケット盤には、アルバム未収録であった「木枯しの精」（1977.11.21）とそのB面曲「つぶやき」がボーナス・トラックとして収録された。
- CDパッケージでの生産は中止されており、音楽配信でのみ購入が可能である（2008年現在）。

## 収録曲

### オリジナル盤
- 全編曲: 萩田光雄

1. 黄昏ドライブイン
  - 作詞・作曲: つのだひろ
2. バースデイ・トゥデイ
  - 作詞・作曲：つのだひろ
3. 第三者
  - 作詞: 中里綴、作曲: 梅垣達志
4. 船乗りジミー
  - 作詞・作曲: つのだひろ
5. 街角のラブソング
  - 作詞・作曲: つのだひろ
6. ピ・リ・オ・ド
  - 作詞: 中里綴、作曲: 梅垣達志
7. シングル・ルーム
  - 作詞: 岡田冨美子、作曲: 梅垣達志
8. 青春の電車
  - 作詞・作曲: つのだひろ

23rdシングル「街角のラブソング」のB面曲。
9. はじめまして
  - 作詞・作曲: つのだひろ
10. 秋がくるから淋しいのです
  - 作詞: 岡田冨美子、作曲: 梅垣達志
11. プロフィール
  - 作詞: 中里綴、作曲: 梅垣達志
12. 愛ほのぼの
  - 作詞: 岡田冨美子、作曲: 梅垣達志

### Cynthia Premium盤
1. 黄昏ドライブイン
2. バースデイ・トゥデイ
3. 第三者
4. 船乗りジミー
5. 街角のラブソング
6. ピ・リ・オ・ド
7. シングル・ルーム
8. 青春の電車
9. はじめまして
10. 秋がくるから淋しいのです
11. プロフィール
12. 愛ほのぼの
13. 木枯しの精（ボーナス・トラック）
  - 作詞・作曲: 丸山圭子、編曲: 萩田光雄
14. つぶやき（ボーナス・トラック）
  - 作詞・作曲: 丸山圭子、編曲: 萩田光雄

24thシングル「木枯しの精」のB面曲。

## 関連作品

### オリジナル盤
- 黄昏ドライブイン
  - Cynthia Memories
  - GOLDEN J-POP/THE BEST 南沙織
- バースディ・トゥデイ
  - CYNTHIA ANTHOLOGY
- 街角のラブソング
  - 23rdシングル「街角のラブソング#収録作品（LP・CD）」を参照されたい。
- 青春の電車
  - 23rdシングル「街角のラブソング#収録作品（LP・CD）」を参照されたい。
- シングル・ルーム
  - 南沙織 THE BEST 〜 Cynthia-ly
- 秋がくるから淋しいのです
  - Cynthia Memories
- 愛ほのぼの
  - シンシア・ラブ
  - Cynthia Memories

### Cynthia Premium盤
- 木枯しの精
  - 24thシングル「木枯しの精#収録作品」を参照されたい。
- つぶやき
  - 24thシングル「木枯しの精#収録作品」を参照されたい。

## 発売履歴
- 1977年08月21日 - LP
- 2005年02月01日 - CD （オーダーメイドファクトリー）
- 2006年06月14日 - CD （紙ジャケット・高音質マスターサウンド）
  - 35周年CD-BOX『Cynthia Premium』の1枚。個別販売はない。